# Речной порт

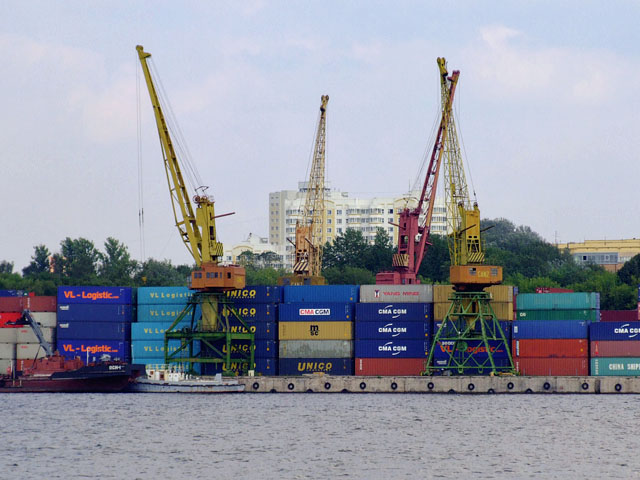
Северный речной порт в Москве

Речно́й порт — порт, расположенный в акватории рек и озёр. Речной порт предназначен для обслуживания пассажиров и судов, погрузки, выгрузки, приёма, хранения и выдачи грузов, а также для взаимодействия с другими видами транспорта.
Обычно речной порт имеет один или несколько причалов и речной вокзал, однако, при небольшом грузообороте, ограничиваются пристанью. У русловых речных портов вся акватория и причальный фронт находятся непосредственно в русле реки, у внерусловых или затонных — в естественных бухтах, заливах или искусственных бассейнах (в таком случае он называется не затонным, а ковшовым), вдающихся вглубь берега. Внерусловые порты обычно используются ещё и для зимнего отстоя судов, и в этом случае имеют в своём составе судоремонтные заводы.
По назначению речные порты делятся на 
- общие (общего назначения),
- специальные,
- аванпорты,
- порты-убежища.

Общие и специальные порты предназначены для передачи грузов с судов на берег и приёма груза на борт с берега. Порт общего назначения работает с самыми различными грузами и пассажирами, специальные же порты предназначены для какого-либо одного груза. Наиболее крупные порты являются портами общего назначения. Как правило, специальные порты оборудованы мощными высокопроизводительными устройствами, служащими исключительно для работы с грузами только одного вида. Нередки специальные пассажирские порты.
В аванпортах, которые располагаются в верхних бьефах шлюзов, составы судов или плотов переформировываются перед вводом их в камеру шлюза. Также аванпорты используются для отстоя судов и плотов, прибывающих из нижнего бьефа в верхний, во время шторма.
Порты-убежища предназначены лишь для отстоя судов и плотов во время шторма. Обычно они располагаются в естественных бухтах, и причальные сооружения в них не устраиваются, за редким исключением. Иногда для защиты рейдов возводят оградительные сооружения. Максимальное расстояние между портами-убежищами определяется, исходя из того условия, чтобы суда с момента получения сигнала о подходящем шторме могли достичь их, находясь в любой точке судоходной трассы. На водохранилищах иногда организуют сопряжённые порты-убежища, используемые в зависимости от текущего направления ветра.
Речные порты могут располагаться:
- на свободных реках;
- на судоходных каналах;
- на водохранилищах и озёрах.

На свободных реках при строительстве порта обычно проблемой становятся значительные колебания уровня воды (до 15 м и более). Чтобы справиться с ними, применяют дебаркадеры, а в некоторых случаях даже постройку так называемых весенних причалов. Русловые порты на свободных реках обычно имеют 2 рейда: прибытия и отправления, на которых расформировываются или формируются буксируемые составы, и откуда буксиры подают отдельные баржи к причалам для грузовых операций. Рейды располагаются выше или ниже причалов так, чтобы не стеснять транзитного судового хода и акватории.
Порты на судоходных каналах, где амплитуда колебаний уровня воды всегда невелика, располагаются на уширениях каналов.
Порты на водохранилищах и озёрах имеют много общего с морскими. Они подвергаются воздействию ветровых волн и требуют устройства оградительных сооружений.
Речные порты бывают постоянными и временными. Временные сезонные порты из-за гидрологических условий (продолжительности периода высокой воды, когда возможен подход судов к причалам) или сезонности груза функционируют только часть периода навигации. Обычно не бывают больших размеров и зачастую ограничиваются пристанью. Временные же порты, построенные для обслуживания крупных строек и функционирующие всего несколько лет, иногда пропускают через себя миллионы тонн грузов.